# ホークガール
ホークガール（英: Hawkgirl）は、DCコミックスの出版するアメリカン・コミックスに登場する架空のスーパーヒロイン。ガードナー・フォックスとデニス・ネビルによって創造され、1940年の"Flash Comics #1"で初登場した。

## 書誌情報
| タイトル                  | 発売年 | ISBN           |
| ------------------------- | ------ | -------------- |
| Hawkgirl: The Maw         | 2007年 | 978-1401212469 |
| Hawkgirl: Hawkman Returns | 2007年 | 978-1401214883 |
| Hawkgirl: Hath Set        | 2008年 | 978-1401216658 |

## スピンオフ
アメコミ・ガールズ
DCコミックスの女性キャラクターを日本のアニメ風にデザインしたシリーズ。
DCコミックス・ボムシェルズ
DCコミックスの女性キャラクターをピンナップガール調にアレンジしたシリーズ。
ゴッサムシティ・ガレージ
DCコミックスの女性キャラクターとバイクを組み合わせたシリーズ。

## 映画
『スーパーマン』 (2025年)
演 - イザベラ・メルセード

## ドラマ
『ヤング・スーパーマン』 (2001年-2011年)
演 - サハル・ビニアズ
『ARROW/アロー』 (2012年)
演 - シアラ・レネー
『THE FLASH/フラッシュ』 (2014年-2023年)
演 - シアラ・レネー
『レジェンド・オブ・トゥモロー』 (2016年-2022年)
演 - シアラ・レネー
『ピースメイカー』（2025年）
演 - イザベラ・メルセード

## アニメ
『スーパーフレンズ』 (1973年-1986年)
声 - シャノン・ファーノン/ジャネット・ワルドー
『ジャスティス・リーグ』 (2001年-2004年)
声 - マリア・キャナル・バレーラ
『ジャスティス・リーグ・アンリミテッド』 (2004年-2006年)
声 - マリア・キャナル・バレーラ
『スタティック・ショック』 (2000年-2004年)
声 - マリア・キャナル・バレーラ
『DCスーパーヒーロー・ガールズ』 (2015年-現在)
声 - ニカ・ファターマン

## ゲーム
レゴ バットマン2 DCスーパーヒーロー (2012年)
声 - カリ・ウォールグレン
インジャスティス:神々の激突 (2013年)
声 - ジェニファー・ヘイル
DC Legends 正義のためのバトル (2016年)